# Segovia (Colombia)
Segovia è un comune della Colombia facente parte del dipartimento di Antioquia.
Il centro abitato venne fondato da Francisco Núñez Pedrozo nel 1869, mentre l'istituzione del comune è del 1885.